# Infantería de Marina Brasileña

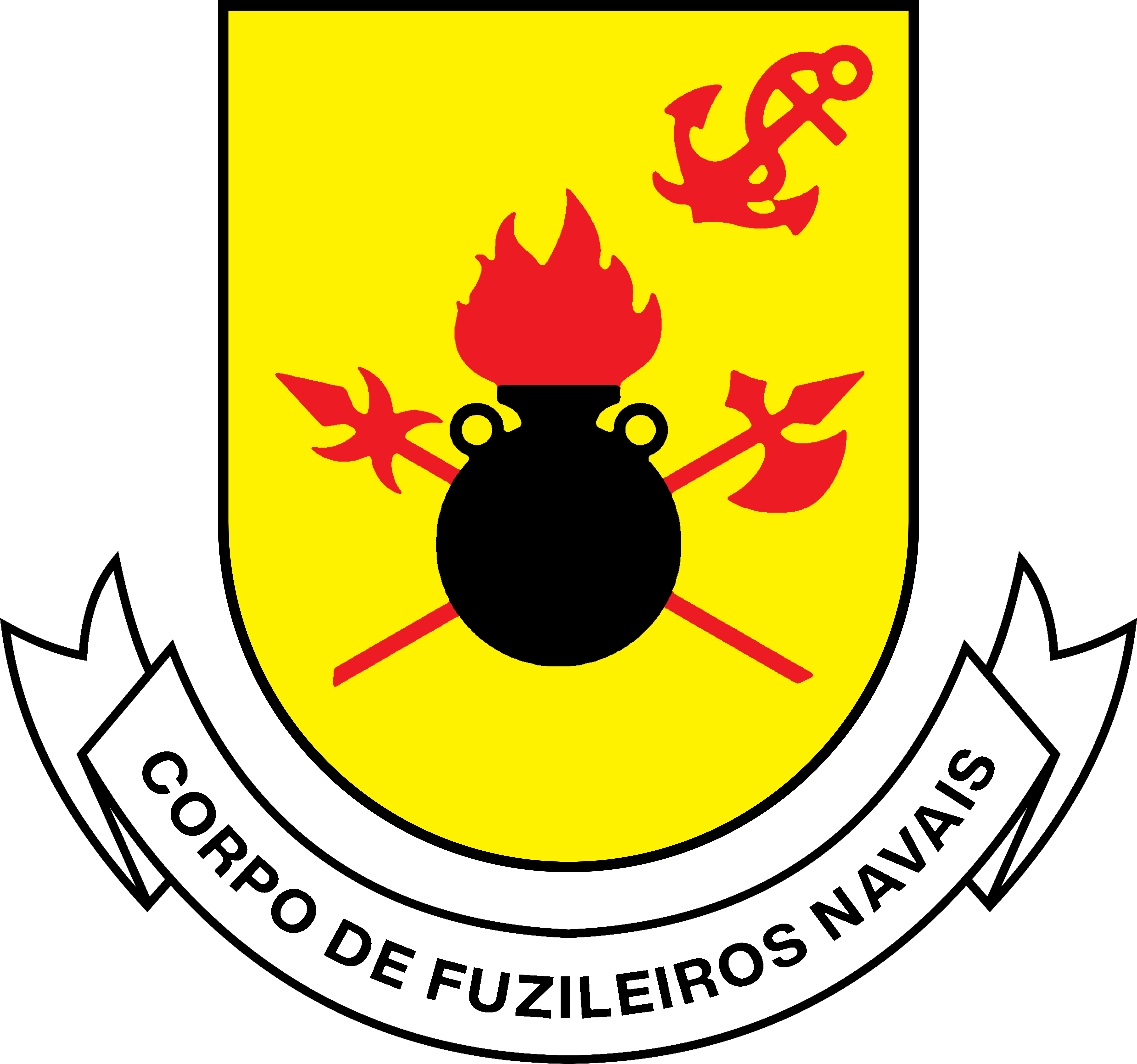
Escudo de la Infantería de Marina Brasileña

La Infantería de Marina Brasileña (en portugués: Corpo de Fuzileiros Navais) traducido al castellano como Cuerpo de Fusileros Navales es una fuerza integrante de la Marina de Brasil, y la Unidad Militar más bien equipada de las Fuerzas Armadas.
Se encuentra presente en todo el territorio nacional, tanto en el litoral, cuánto en las regiones ribeirinhas de la Amazônia y del Pantanal, actuando en tiempos de paz en la seguridad de las instalaciones de la Marina y en el auxilio las poblaciones carentes a través de acciones cívico-sociales desarrolladas regionalmente por los Distritos Navales. En el exterior, cela por la seguridad de las embajadas brasileñas en Argelia, Paraguay, Haití y Bolivia. Participó de todos los conflictos armados de la Historia de Brasil.

## Historia

### Antecedentes: la Brigada Real de la Marina

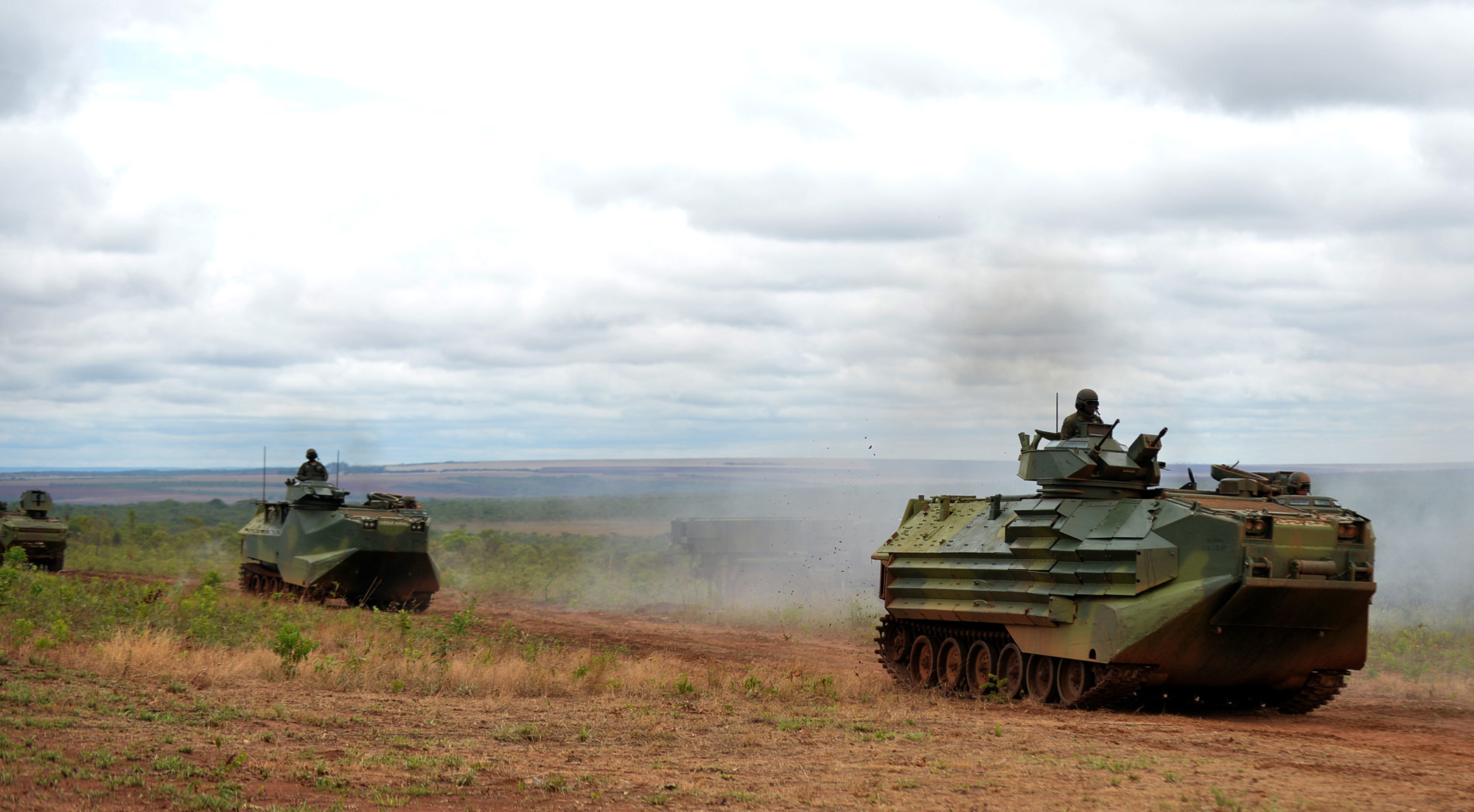
Blindados AAV-7 del cuerpo de fusileros navales brasileños.

La Brigada Real de la Marina fue el origen del Cuerpo de Fusileros Navales de Brasil. Creada en Portugal en 28 de agosto de 1797, por Alvará de la reina D. Maria I, llegó a Río de Janeiro, el 7 de marzo de 1808, acompañando a la familia real portuguesa que marchaba al exilio en Brasil, resguardándose de las amenazas de los ejércitos invasores de Napoleón. Decía el Alvará:
El bautismo de fuego de los Fusileros Navales ocurrió en la expedición a la Guayana Francesa (1808/1809), con la toma de Cayena, cooperando activamente en los combates trabados hasta la victoria, garantizando para Brasil el actual estado del Amapá. Ese mismo año, 1809, D. João Rodrigues Sá y Menezes, Conde de la Anadia, entonces Ministro de la Marina, determinó que la Brigada Real de la Marina ocupara la Fortaleza de Son José de la Isla de las Cobras, donde hasta hoy los Fusileros Navales tienen su “Cuartel-General”.
Después de lo retorno del Rey D. João VI para Portugal, un Batallón de la Peleada Real de la Marina permaneció en Río de Janeiro. Desde entonces, los soldados-marineros estuvieron presentes en todos los episodios importantes de la Historia de Brasil, como en las luchas por la consolidación de la Independencia, en las campañas del Plata y en otros conflictos armados en que se empeñó el País.
Al largo de los años, el Cuerpo de Fuzileiros Navales recibió diversas denominaciones: Batallón de Artillería de la Marina de Río de Janeiro, Cuerpo de Artillería de la Marina, Batallón Naval, Cuerpo de Infantaria de Marina, Regimento Naval y finalmente, desde 1932, Cuerpo de Fuzileiros Navales (CFN).
Durante la Segunda Guerra Mundial, fue instalado un destacamento de Fuzileiros Navales en la Isla de la Trindade, para la defensa contra un posible establecimiento de base de submarinos enemigos y, aún, fueron creadas Compañías Regionales al largo de la costa, que más tarde se transformaron en Grupamentos de Fuzileiros Navales. Los combatientes anfíbios embarcaron, también, en los principales navíos de guerra de la Marina de Brasil (ver: Brasil en la Segunda Guerra Mundial).
Lo Brasil, a pesar de convivir pacíficamente en la comunidad internacional, puede venir a ser compelido a envolverse en conflictos generados externamente, debido a amenazas a su patrimonio y a intereses vitales, así como en atención a compromisos asumidos junto a organismos internacionales, fruto del deseo brasileño en asumir una participación activa en el concierto de las naciones el siglo XXI.
La Marina de Brasil, cuota de las Fuerzas Armadas con la responsabilidad de garantizar los intereses brasileños en el mar y en áreas terrestres importantes para el desarrollo de las campañas navales, se encuentra estructurada como una fuerza moderna, de porte compatible con las actuales posibilidades del País, capaz de dissuadir posibles agresores, favoreciendo, así, la búsqueda de soluciones pacíficas de las controversias.
Una de sus tareas es la proyección de poder sobre tierra. Para tanto, además del bombardeo naval y aeronaval de la costa, podrá la Marina valerse de los fuzileiros navales para, a partir de operaciones de desembarque, controlar cuota del litoral que sea de interés naval. Esas operaciones, comúnmente conocidas como Operaciones Anfíbias, son consideradas por muchos como siendo las de ejecución más compleja de entre todas las operaciones militares. Actualmente la MB dispone de tropa profesional apta a ejecutar, con rapidez y eficiencia, acciones terrestres de carácter naval, las cuales le confiere credibilidad en cuanto a su capacidad proyección sobre tierra.
En la década de 1950, el CFN se estructuró para empleo operativo como Fuerza de Desembarque, pasando a constituir cuota de la Marina destinada a las acciones y operaciones terrestres necesarias a una campaña naval.
A 6 de marzo de 1958 el Cuerpo de Fuzileiros Navales de la Marina de Brasil fue hecho Oficial de la Orden Militar de la Torre y Espada, del Valor, Lealtad y Mérito de Portugal.
Más recientemente, los Fuzileiros Navales, como Observadores Militares de la Organización de las Naciones Unidas (ONU), actuaron en áreas de conflicto, como El Salvador, Bosnia, Honduras, Mozambique, Ruanda, Pavo y Ecuador.
En Angola, como Fuerza de Paz, participaron de la Misión de Verificación de las Naciones Unidas (UNAVEM-III) con una Compañía de Fuzileiros Navales y un Pelotão de Ingeniería.
Fuente web oficial del Cuerpo de fuzileiros Navales del Exercito .

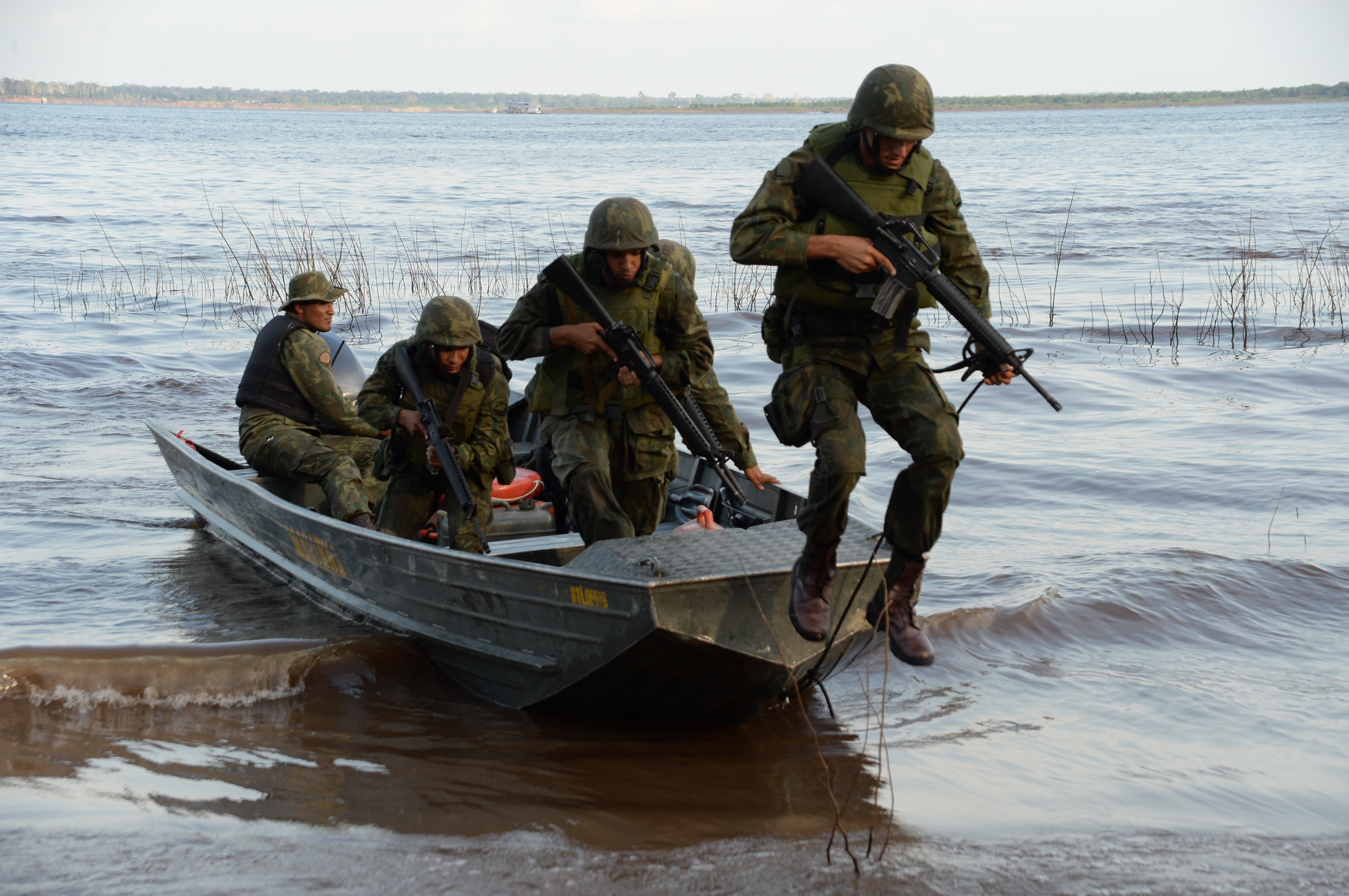
Soldados de la infantaria de la marina en la Amazônia.

### El bautismo de fuego: la conquista de Caiena
En represalia por la invasión de Portugal continental, el Príncipe-Regente D. João ordenó la Invasión de la Guiana Francesa, cuya capital, Caiena, fue conquistada por fuerzas de este destacamento y del Ejército Portugués a 12 de enero de 1809. Dos días después, a 14, fue hasteada la Bandera Real Portuguesa, solenizando-si este acto con una salva de veintiuno tiros de artillería.

### Campañas históricas
Posteriormente, la unidad estuvo envuelta en diversas campañas, como:
- la Guerra contra Artigas (1816), siendo entonces denominada como "Fuzileiros-Marineros";
- la Guerra de la independencia de Brasil (1822-1823), cuando era denominada "Batallón de Artillería de la Marina";
- la Guerra de la Cisplatina (1825-agosto de 1828);
- la Guerra de los Farrapos (1835-1845), integrados en la esquadra de John Pascoe Grenfell;
- la Guerra contra Oribe y Rosas (1851);
- la Guerra de la Tríplice Alianza (1864-1870), denominada como "Batallón Naval".

En esta última, se destacó en acción en la batalla del Riachuelo y en el episodio conocido como pasaje de Humaitá.
Cuando de la proclamação de la República brasileña (1889), el Batallón Naval formó frente al Cuartel-general del Ejército, al lado de las tropas de Deodoro.
La ley n.º 1698 de 15 de febrero de 1895 creó el Cuerpo de Infantaria de la Marina, en sustitución al Batallón Naval. En 1924 por el Decreto n.º 16.171, de 24 de diciembre, pasó a denominarse Regimento Naval.

### La actuación junto a la ONU
El CFN tiene se destacado en la participación en acciones humanitarias promovidas por la Organización de las Naciones Unidas (ONU), en teatros de operación tan diversos como El Salvador, Bosnia, Honduras, Mozambique, Ruanda, Angola, Perú, Ecuador, Timor Oriental, y recientemente, en Haití (MINUSTAH).

## Medios
Para cumplir sus misiones, los fuzileiros son desembarcados de vehículos anfíbios o helicópteros. Para eso cuentan con el apoyo del fuego naval y/o aeronaval. Una vez en tierra, operan sus propios medios, que incluyen blindados, artillería de campaña, artillería antiaérea, ingeniería de combate, comunicaciones y guerra electrónica.
| Equipamiento         | Origen              | Tipo                                        | Versiones                            | Cantidad                           | Observaciones       | Imagen              |
| Vehículos Blindados  | Vehículos Blindados | Vehículos Blindados                         | Vehículos Blindados                  | Vehículos Blindados                | Vehículos Blindados | Vehículos Blindados |
| -------------------- | ------------------- | ------------------------------------------- | ------------------------------------ | ---------------------------------- | ------------------- | ------------------- |
| SK-105 Kürassier     | Austria             | Coche de Combate                            | SK 105A2 S4KH7FA                     | 17 1                               |                     |                     |
| M113 MB1             | Estados Unidos      | Vehículo blindado de transporte de personal | M113A1 M125A1 M577A1 XM806Y1 M113A1G | 24 2 1                             |                     |                     |
| Mowag Piranha        | Suiza               | Vehículo blindado de transporte de personal | Piranha IIIC                         | 22                                 |                     |                     |
| AAV-7A1              | Estados Unidos      | Vehículo blindado de transporte de personal | AAV-7A1 LVTP-7A1 LVTC-7A1 LVTR-7A1   | 21 22 3                            |                     |                     |
| Oshkosh JLTV         | Estados Unidos      | Vehículo Polivalente Ligero                 | L-ATV                                | 4 (12 en pedido, más 48 planeados) |                     |                     |
| Artillería           |                     |                                             |                                      |                                    |                     |                     |
| ASTROS II            | Brasil              | Sistema de artillería tierra-tierra         | ASTROS FN                            | 12                                 | Una batería         |                     |
| M114                 | Estados Unidos      | obus remolcado                              | M114A1                               | 06                                 | 155 mm              |                     |
| L118                 | Reino Unido         | obus remolcado                              | L118                                 | 18                                 | 105 mm.             |                     |
| Soltam K6            | Israel              | Mortero                                     | K-6A3                                | 6                                  | 120 mm              |                     |
| Mortero M29          | Estados Unidos      | Mortero                                     | M29 A1                               | 100                                | 81 mm               |                     |
| Brandt               | Francia             | Mortero                                     | Brandt                               | ?                                  | 60 mm               |                     |
| Artillería Antiaérea |                     |                                             |                                      |                                    |                     |                     |
| Mistral              | Francia             | Artillería antiaérea                        | sistema de lanzamiento de misil MBDA | 24                                 |                     |                     |
| RBS 70               | Suecia              | Artillería antiaérea                        | sistema de lanzamiento de misil MBDA | 12                                 |                     |                     |
| Bofors 40 mm L/70    | Suecia              | Artillería antiaérea                        | 40 mm                                | 6                                  |                     |                     |
| Radar                |                     |                                             |                                      |                                    |                     |                     |
| Saber M-60           | Brasil              | Radar                                       |                                      | 2                                  |                     |                     |
| Bandvagn 206         | Suecia              | Radar                                       |                                      | 1                                  |                     |                     |
| VANT                 |                     |                                             |                                      |                                    |                     |                     |
| Carcara UAV          | Brasil              | VANT                                        |                                      | 40                                 |                     |                     |
| Carcara II           | Brasil              | VANT                                        |                                      | 2                                  |                     |                     |
| FT-100               | Brasil              | VANT                                        |                                      | 5                                  |                     |                     |
| Vehículos            |                     |                                             |                                      |                                    |                     |                     |
| Agrale Marruá        | Brasil              | Vehículo Utilitário                         |                                      | 400+                               |                     |                     |
| Land Rover Defender  | Reino Unido         | Vehículo Utilitário                         |                                      | 250                                |                     |                     |
| Toyota Bandeirante   | Brasil              | Vehículo Utilitário                         |                                      | 270                                |                     |                     |
| Unimog               | Alemania            | Camión                                      |                                      | 228                                |                     |                     |
| MBB 1720             | Brasil              | Camión                                      |                                      | 200                                |                     |                     |
| MBB 1725/42          | Brasil              | Camión                                      |                                      | 122                                |                     |                     |
| MBB LAK1418          | Brasil              | Camión                                      |                                      | ?                                  |                     |                     |
| Volvo NL             | Brasil              | Camión                                      |                                      | ?                                  |                     |                     |

### Equipamiento Individual
| Equipamiento      | Origen         | Calibre | Capacidad del carregador     | Observaciones                      | Imagen |
| ----------------- | -------------- | ------- | ---------------------------- | ---------------------------------- | ------ |
| Taurus Armas PT92 | Brasil         | 9 mm    | 17+1                         | Pistola                            |        |
| Beretta M12       | Italia         | 9 mm    | 20, 30 o 40                  | Subfusil                           |        |
| Mini Uzi          | Israel         | 9 mm    | 20, 25, 32, 40, 50           | Subfusil                           |        |
| M16A2             | Estados Unidos | 5,56 mm | 20,30                        | Fusil de asalto                    |        |
| M16A4             | Estados Unidos | 5,56 mm | 20,30                        | Fusil de asalto                    |        |
| M4A1              | Estados Unidos | 5,56 mm | 20,30                        | Carabina                           |        |
| HECATE II         | Francia        | 12,7 mm | 5, 10                        | Fusil de francotirador             |        |
| Browning M2       | Estados Unidos | 12,7 mm |                              | Ametralladora pesada               |        |
| Mk 19             | Estados Unidos | 40 mm   |                              | Lanzagranadas automático           |        |
| FN MAG            | Bélgica        | 7,62 mm |                              | Ametralladora de propósito general |        |
| FN Minimi         | Bélgica        | 5,56 mm | Cinta de 100 o 200 cartuchos | Ametralladora ligera               |        |
| RBS 56 BILL       | Suecia         | 130 mm  |                              | Misil antitanque                   |        |
| MSS-1.2           | Brasil         | 130 mm  |                              | Misil antitanque                   |        |
| AT-4              | Suecia         | 84 mm   |                              | Lanzacohetes antitanque            |        |
| ALAC              | Brasil         | 84 mm   |                              | Lanzacohetes antitanque            |        |

## El Cuerpo de Fusileros Navales hoy

### Efectivos y misión

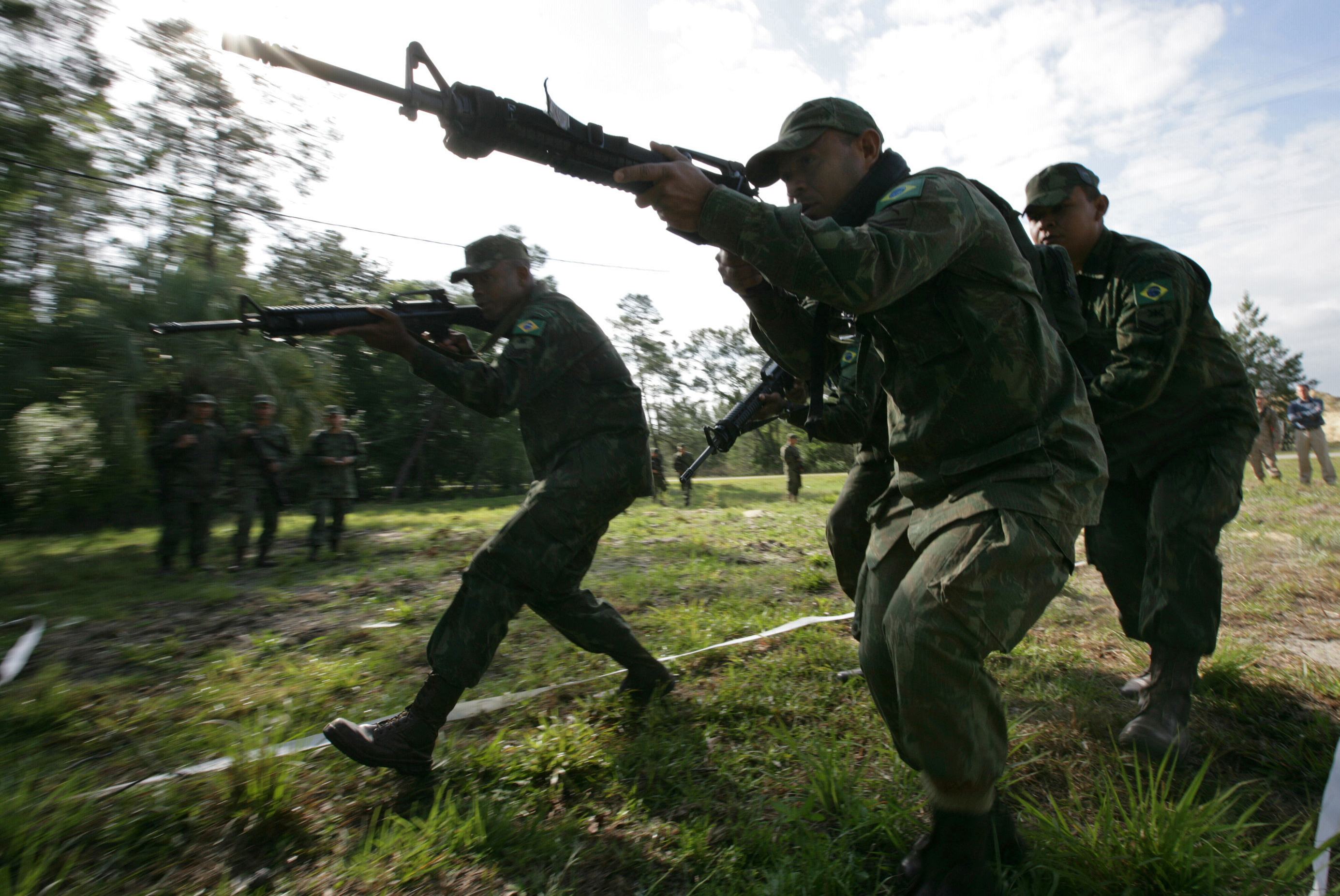
Fusileros Navales en entrenamiento.

Entrenado como "Fuerza de Listo Empleo", el CFN cuenta actualmente con cerca de 12 mil hombres, todos concursados. Profesionales en el combate en tierra, mar y aire, la misión del CFN es garantizar la proyección del poder naval en tierra, por medio de desembarques realizados en conjunto con navíos y efectivos de la Marina. Cubrir climas y paisajes naturales tan diversificadas como los pampas del Río Grande del Sur, el pantanal del Mato Grueso del Sur, la caatinga de la región Nordeste y la selva amazónica, exige un entrenamiento del más elevado normalizado, agilidade y versatilidade. De esta manera, existen unidades entrenadas en técnicas de demolición, acciones especiales, paraquedismo, combate en selvas, montañas y acciones helitransportadas.

### Entrenamiento
Para estar aptos a cumplir sus misiones, los Fuzileiros Navales pasan por un riguroso entrenamiento físico, con carreras todos los días, noches sin dormir, natación, tiro práctico con armamentos diversos, especialmente fusiles, rapel, patrullas terrestres, patrullas fluviales, primeros socorros, supervivencia en la selva, fast rope, adiestramiento con radios comunicadores y trampas de guerra, además de lucha corporal.

### Lema
El lema del Cuerpo de Fuzileiros Navales es "ADSUMUS", expresión en latín que, en lengua portuguesa, significa "Aquí estamos!"

## Agrupaciones de Fusileros Navales
Con la salvedad del 8º Distrito Naval de la Marina de Brasil, todos los otros tiene un Grupamento de Fuzileiros Navales a él subordinados.
- Grupamento de Fuzileiros Navales de Río de Janeiro, RJ (1º Distrito Naval)
- Grupamento de Fuzileiros Navales de Salvador, BA (2º Distrito Naval)
- Grupamento de Fuzileiros Navales de Navidad, RN (3º Distrito Naval)
- Grupamento de Fuzileiros Navales de Belén, PA (4º Distrito Naval)
- Grupamento de Fuzileiros Navales de Río Grande, RS (5ºDistrito Naval)
- Grupamento de Fuzileiros Navales de Ladário, MS (6º Distrito Naval)
- Grupamento de Fuzileiros Navales de Brasilia, DF (7º Distrito Naval)
- Batallón de Operaciones Ribeirinhas, Manaus, AM (9º Distrito Naval)

## Galería

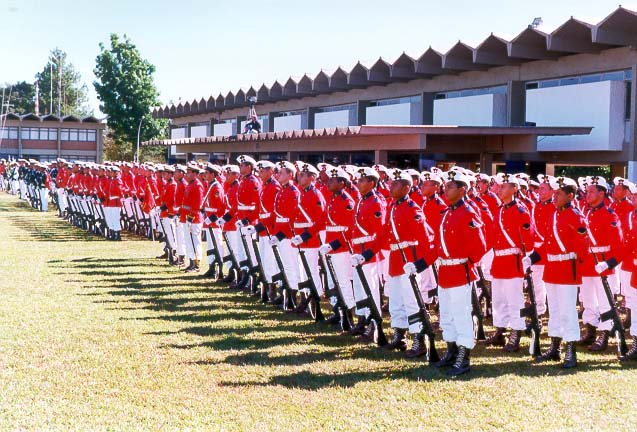
Tropa del CFN en forma para ceremonia festiva usando el uniforme "Alte. Alexandrino" que es formado por una mezcla de dos otros uniformes, la túnica roja (del uniforme garance) y a calza blanca del uniforme conocido como "Dolma blanco" o "blanco de Marina".
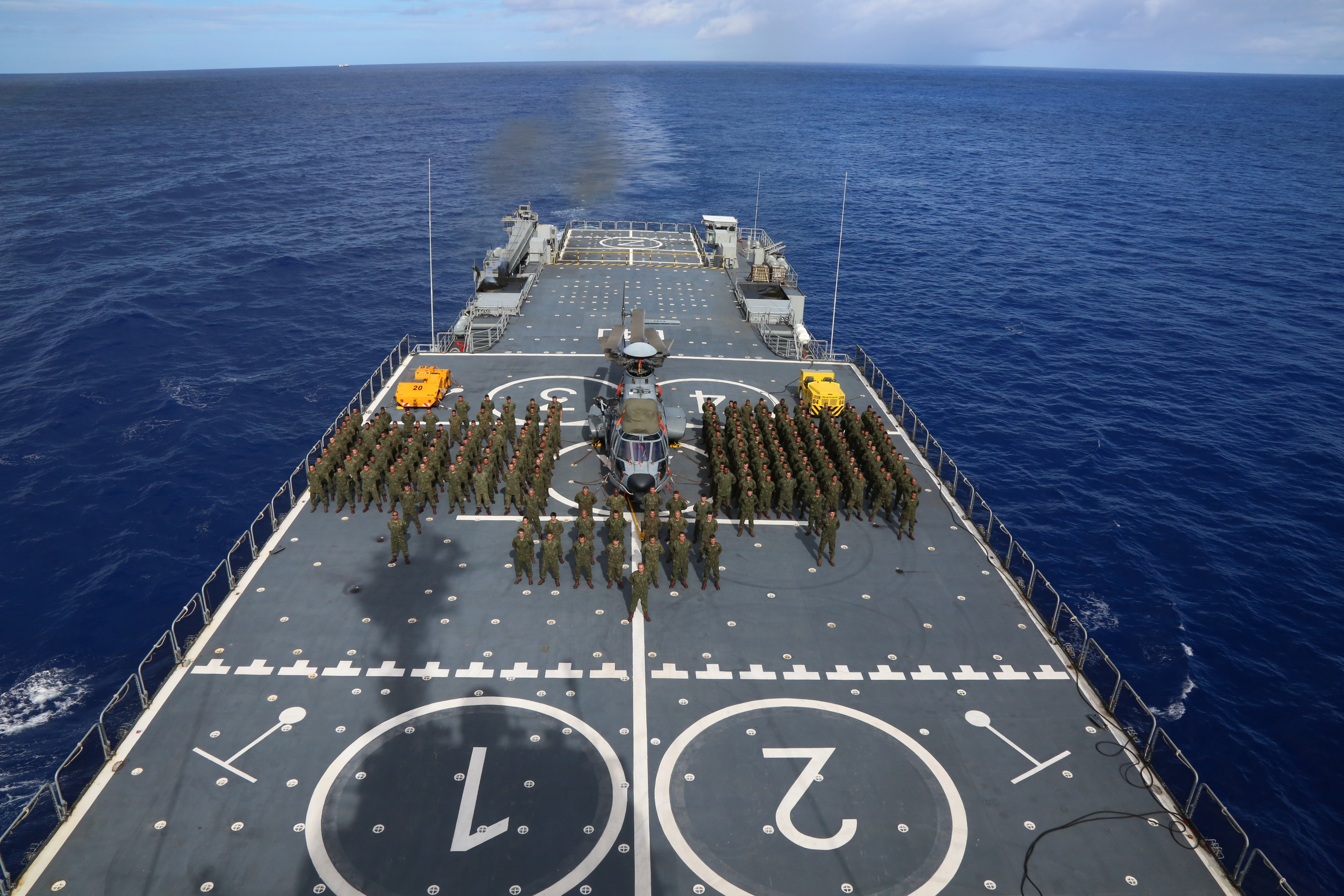
Tropa del CFN en el buque de desembarco NDM Bahia (G40)
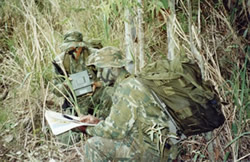
Fuzileiros Navales del Batallón de Operaciones Especiales de Fuzileiros Navales.
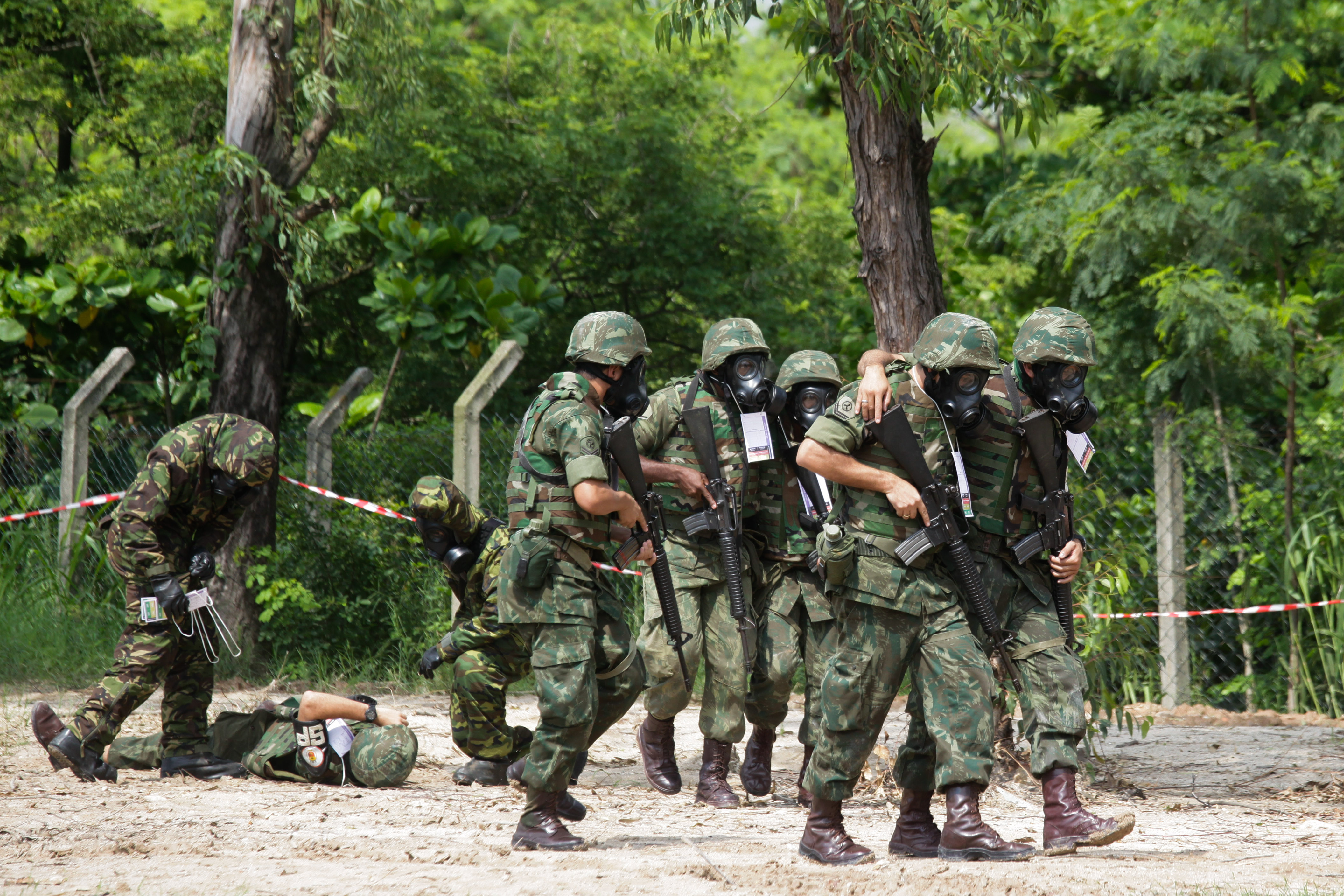
Milites del Cuerpo de Fuzileiros en entrenamiento de guerra química y biológica.
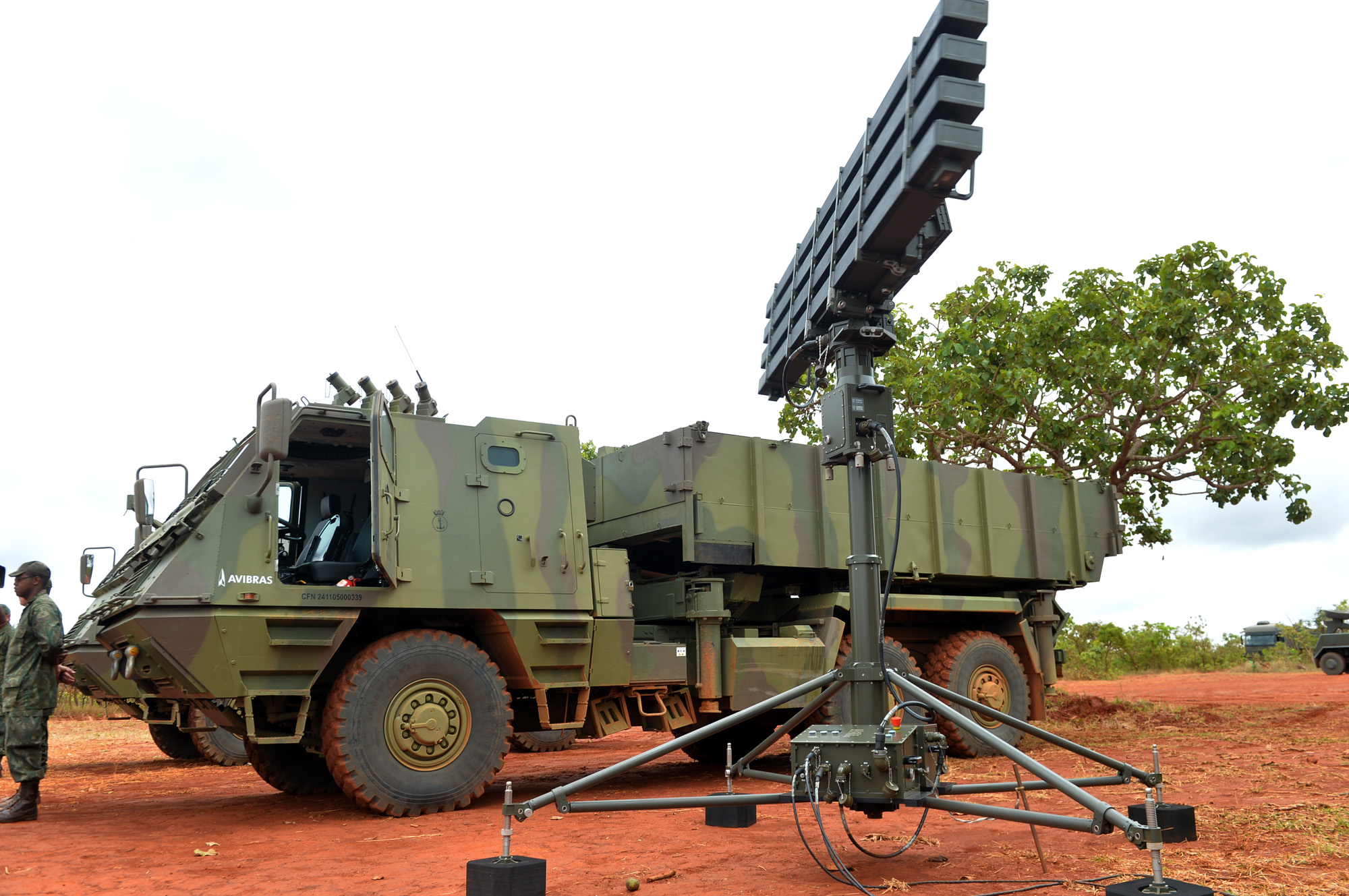
Astros MRLS y Radar Saber del CFN
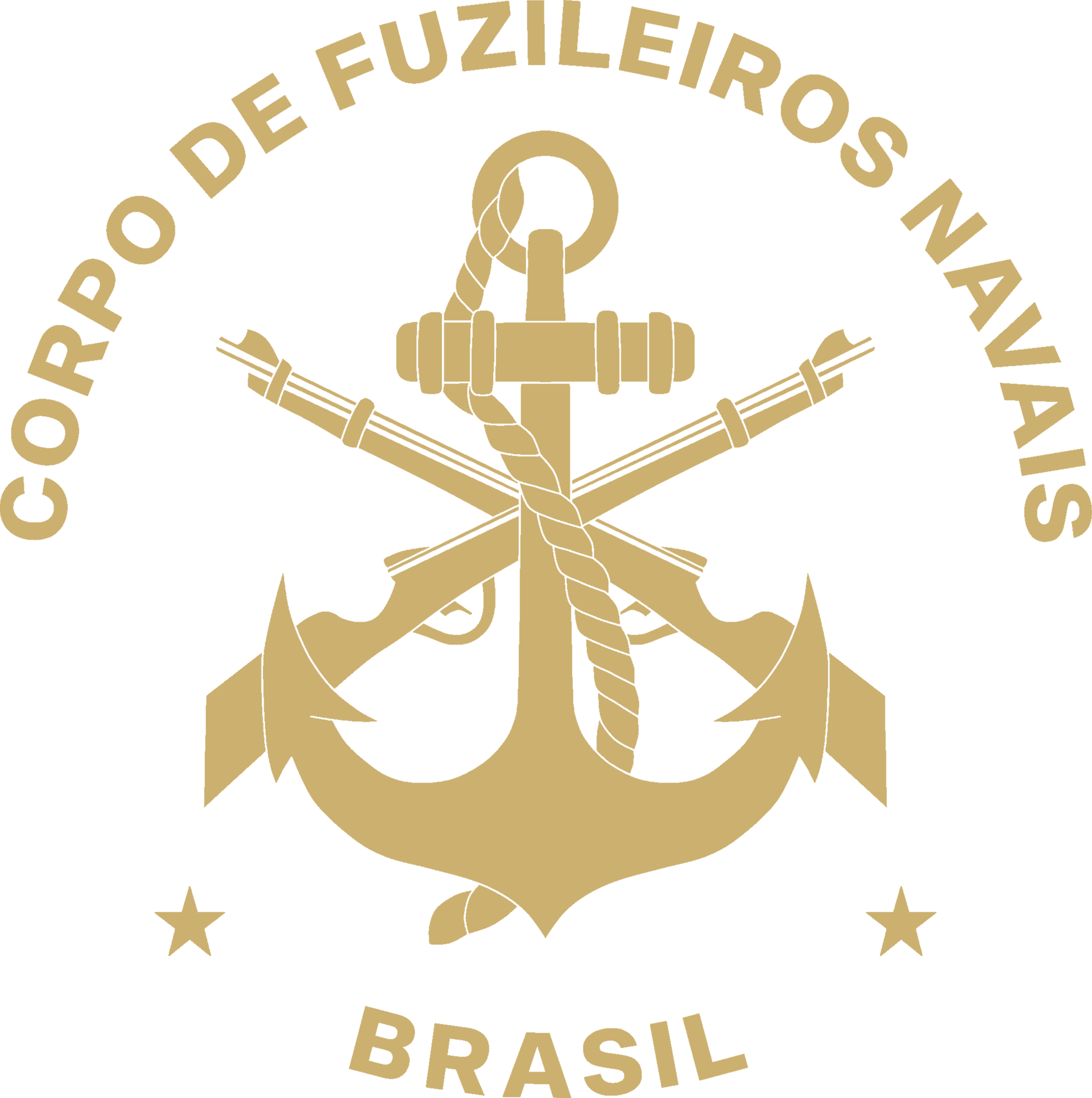
Insignia del Cuerpo de Fuzileiros Navales.

## Objetivo
Hacer desembarque de soldados altamente entrenados a territorios hostiles dominados por el enemigo, en cualquier parte del mundo, que, tras dominado, es ocupado por el ejército.